# ALCBANE
『ALCBANE』（アルクベイン）は、原作：たかしげ宙・漫画：衣谷遊による日本の漫画。講談社とYahoo!コミックのコラボレーション企画、『ヒーロークロスライン』にて連載されていたウェブコミックである。また、この作品に登場するヒーローの名前でもある。

## 概要
配信開始は2007年12月26日。基本的に月一で配信されたが、単行本に収録されている第1話は配信時には第0話と第1話に分かれていた。
2008年7月22日より有料電子書籍配信開始、翌21日より単行本が発売された。以降単行本発売や有料版配信に伴い第2話以降既収録分の無料公開は順次終了するが、第1話と単行本未収録分の数話をYahoo!コミックにて無料で読むことができたが、現在配信サイト自体が廃止となっている。
2009年3月4日、第1部デミアジウム編全14話配信終了。単行本描にてき下ろしの第2部審問官編の序章を収録し最終的に全15話。単行本全3巻。審問官編の再開は未定である。
クライムハンター「アルクベイン」と、異能力者との戦いを主に描いているバトルアクション漫画。本作の年代は主に1999年であるが、アルクベインは他作品の多様な年代に多く出演している。その際には出てきた年代によってコスチュームが若干変化するなど、設定がかなり細かく作られている。アルクベインのデザインを担当した福地仁は、今回が初のヒーローデザインである。
主人公の台場巽は原作者たかしげ宙のHXL以外の他作品である『死がふたりを分かつまで』に「エレメンツ・ネットワーク」のリーダーとして登場しているが平行世界の台場巽とされ、この作品の台場巽とは正確には同一人物ではない。この他にも、七月鏡一が原作を担当している『JESUS 砂塵航路』とのクロスオーバーもされており、台場巽及びアルクベインが登場している。この他『ヤングガンガン』（スクウェア・エニックス）2016年No.21掲載の読み切り『エレメンツ・ネットワーク』（原作：たかしげ宙、作画：衣谷遊）は『死がふたりを分かつまで』『JESUS 砂塵航路』の世界で描かれているが、内容としては台場巽及びアルクベインが活躍するヒーロー漫画であり本作品に近い内容となっている。
HXL作品では「レイズマン・ゼロ」、「セイル」、「青の橘花」と関連が深い。特に『レイズマン・ゼロ』とは同じ場面を別々の視点で描いた話があり、意欲的なクロスオーバーとなっている。
世界観についてはヒーロークロスライン作品共通の世界観も参照。

## あらすじ
18歳にして電子工学の天才と謳われている台場巽は、1998年初頭に現代科学の技術力を大きく凌駕した量子コンピューター「SPARC」を完成させる。まもなく彼はSPARCと二本のマニピュレーターを搭載したスーツを着込み、謎のクライムハンターとして犯罪者の裁断を開始する。
時は経ち、1999年9月26日。雑誌記者の三ノ輪涼子は裏取引が行なわれていた現場で、突然発生した異能力者を目の当たりにしていたスーツを着込んだ巽と対面する。同じ頃、テレビの取材に応じていた量子物理学者の石和秀光教授の体が突然鳥人に変化。彼は発生した異能力者現象を「オルタレイション・バースト」、異能力者自体を「異界の扉を叩いた者達」と言い残し飛び去っていった。

## 登場キャラクター
声はラジオドラマ版及びドラマCD版のもの。
アルクベイン（ALCBANE）
声 - 杉田智和
この作品におけるヒーロー。電子工学の天才である台場巽が、2本のマニピュレーターと自らが開発したSPARCを搭載したスーツを着込む事で変身するクライムハンターである。その姿は奇抜そのものであり、初めて他人に見られた際に「アンバランスな格好」と言われるほど。それまでは名前は無かったが、名を聞かれた際にその発言を元に即興でBALANCEのアナグラムで「ALCBANE」と名乗っている。
SPARCとの呼吸は抜群で、巽の身体能力もさることながらSPARCの操るマニピュレーターを駆使して、通常の人間には到底出来ない動きを可能としている。また年代が進むにつれスーツなどの形態が微妙に変化しており、本編ではVer.1だが他作品ではVer.2やVer.2.5などの姿で登場している場合がある。
台場 巽（だいば たつみ）
声 - 杉田智和
この作品の主人公で、帝都大学の大学院生。18歳にして電子工学の天才と謳われ、1998年に量子コンピューターSPARCを完成させた。それからはSPARCを搭載したスーツを着込み、クライムハンターとして人知れず活躍している。しかしその過去には壮絶な出来事があり、それが原因で不眠症に苦しんでいる。彼自体はノッカーズではなくノーマルだが、子供の頃から続けている様々なトレーニングによって人間離れした身体能力を身に付けている。しかし車はおろか自転車に乗ることすら出来ないという、不器用な一面も持っている。
SPARCの他にも、SEIAC（サイアック）とSEAC（シーク）という量子コンピューターを制作している。
SPARC（スパーク）
声 - 杉田智和
巽が作り上げた量子コンピューターで、自らの意思を持っている。正式名称は「Super Parallel Algorithm Resonance Computer」（超並列計算共鳴コンピューター）。全てのコンピューターを凌駕するその能力は様々な形で巽の役に立っており、巽の完璧なる相棒のような存在。特にアルクベイン時には巽のもう一つの目となったり、二本のマニピュレーターを操作するという重要な役割を負っている。量子コンピューターという関係上ノッカーズに近い存在であり、巽が見ることの出来ない風景なども認識することが可能。
また検索サイト「MENTOR」（メンター）の管理人であり、そこから様々な情報や資金を集めている。なおMENTORは後に巽が立ち上げる事となる、「エレメンツ・ネットワーク」の核となっている。
三ノ輪 涼子（みのわ りょうこ）
声 - 長沢美樹
週刊デイライトの記者であり、犯罪者以外で初めてアルクベインと会話した人物。行動力が高くアルクベインを特ダネとして追っているが、インスペクターにさらわれた際のアルクベインの行動から、中身である巽にも個人的に興味を持っている節がある。
実際『ALCBANE』の約10年後辺りに相当するドラマCDでは「巽」と呼び捨てにしており、2人の間に何かしらの関係が生じていると思われる。
インスペクター（査察者）
鳥人のノッカーズ。その正体は量子物理学の教授であり、異能力者発生現象の事を「オルタレイション・バースト」と命名した石和秀光（いさわひでみつ）である。犯罪者の心理を知りたいがために自らも犯罪に手を染めてしまうが、アルクベインとの戦いに敗れてからは協力する事を誓う。
量子変動の痕跡を観測する事も可能。
上岡 流梨子（かみおか るりこ）
帝都大学の助教授、巽の数少ない友人でアルクベインが装着しているマニピュレーターは彼女が制作したものである。万能物質「デミアジウム」を自由に扱う事の出来るノッカーズだが、皮肉にもその能力をシュライクや「ペンドラゴン」に狙われる事になる。
『セイル』の主人公、上岡聖流（かみおかセイル）の製作者。
五ヶ山 睦郎（ごかやま むつお）
オルタレイション・バースト以前から存在する、異能力者に対する特殊組織「青ノ七」（シイのなな）の隊長。ノーマルでありながら自身の元々の身体能力と、万能鎧「八月朔黒鳶」（ほずみくろとび）を装着する事でアルクベインをも凌ぐ動きをする事が可能。巽に武術を教えた師匠であり、「先生」と呼ばれている。
『青の橘花』の主人公、五ヶ山橘花（ごかやまきっか）の父親。
青らく（シイらく）
福岡県直方市のとある廃鉱の近くに住んでいたと伝えられる一つ目の怪物。デミアジウムと共に眠っていた影響で、武士神の持つ特殊な日本刀でなければ切る事が出来ない。
作中に「青・志於宇」（シイ・シオウ）や「黒眚」（シイ）という別名が出てくるが、これらは実際に伝承が残っており「青らく」がこれらをモデルにしている事がわかる。
インクィジター（SEIAC）
声 - 川原慶久
元々はオルタレイション・バースト以前に巽が制作した量子コンピューターの試作品「SEIAC」（サイアック）。しかし何者かに改造され、人間を異端審問する狂った機械となってしまった。過去にアルクベインが破壊したが、オルタレイション・バースト以降に姿を変えて再び活動を開始した。
『ALCBANE』の約10年後辺りに相当するドラマCDでは、ラスボスのような立場で登場する。

### 他作品からの登場キャラクター
クランド
『クランド』に登場するノッカーズ。東京都の架空の下町・榊町に祭られている戦国武将の霊魂がノッカーズとなった姿。この作品では第2話にてインスペクターが、榊町の方角に見える巨大ノッカーズの存在経緯などを考察している場面で登場する。
シュライク
『ジエンド』など数多くのHXL作品に登場する、仮面に意識をやどした謎の存在。この作品では第5話〜第14話にかけて登場し、『ALCBANE』の物語自体に大きく関わってくる。終わってしまった世界のアルクベインとも面識があるが苦手としている。
ジエンド
声 - 高木渉
『ジエンド』に登場するノッカーズで主人公。この作品では第6話でシュライクの回想の中に登場する。この時点では面識は無いが、後に面識を持つ事となる。
鳴神 是路（なるかみ ぜろ）
声 - 高野慎平
『レイズマン・ゼロ』に登場するノッカーズで主人公。普通の高校生だったがオルタレイション・バーストに遭遇し、輪っかつきのノッカーズ「レイズマン・ゼロ」に変身する事になる。この作品では第7話〜第9話にかけて登場し、『レイズマン・ゼロ』の第7話〜第12話と同じ場面が別の視点から描写されている。
ヤオ
『レイズマン・ゼロ』に登場する輪っかつきのノッカーズ。「リングの力」を持つノッカーズを誘き寄せるためだけに、ビルに毒ガスを充満させた危険人物。この作品では第7話と第8話にかけて登場する。なおレイズマン・ゼロとのバトルの様子は、『レイズマン・ゼロ』本編にて描かれている。
鳴神 有宇（なるかみ ゆう）
『レイズマン・ゼロ』に登場するノッカーズ。鳴神是路の兄であり優秀な医者だったが、オルタレイション・バーストに遭遇してからは人格が変わってしまった。この作品では第7話と第8話に登場し、彼の推測により巽の過去が暴かれる事になる。
小雪（こゆき）
『レイズマン・ゼロ』に登場。この作品では第9話に登場し、ヤオが充満させた毒ガスによって生死をさまよう事になる。
武士神（ぶしがみ）
声 - 中井和哉
『ジエンド』に登場する人狼（ノッカーズ）。所持する日本刀「万象剣武士神」は高い性能を持っている。この作品では第10話〜第14話にかけて登場し、デミアジウムを持ったシュライクを追って福岡県の直方市へ赴く事になる。
五ヶ山 橘花（ごかやま きっか）
『青の橘花』に登場するノッカーズで主人公。空を飛ぶ能力を持っており、明るく元気な性格の女の子。この作品では第11話に登場し、前からの知り合いである巽の前に出るのが恥ずかしい様な仕草が描かれている。『ALCBANE』本編が『青の橘花』本編の約10年前となっているので、この作品では子供の姿で登場する。
小日出 玲美（こいで れいみ）
『青の橘花』に登場。ノッカーズ集団「K・K」の中心人物である。この作品では第12話〜第14話にかけて登場するが、奇しくもここでの出来事がK・Kを組織する原因になってしまう。

## 他作品への出演
- 「ジエンド」 - アルクベイン、インスペクター
- 「銀河ロイドコスモX」 - アルクベイン
- 「亡装遺体ネクロマン」 - アルクベイン
- 「VOID」 - アルクベイン、台場巽、インスペクター
- 「ギャラクティックマンション」 - アルクベイン
- 「クランド」 - アルクベイン
- 「MEAN 遥かなる歌」 - アルクベイン
- 「DARK QUEEN」 - アルクベイン
- 「レイズマン・ゼロ」 - アルクベイン
- 「童子装甲BEE」 - アルクベイン
- 「青の橘花」 - アルクベイン、台場巽、SPARC、五ヶ山睦郎
- 「スタジオ秘密基地劇場」 - アルクベイン
- 「セイル」 - アルクベイン、台場巽、SPARC、上岡流梨子
- 「NEOCROSS トリアプロクス編」 - アルクベイン、台場巽、SPARC
- 「死がふたりを分かつまで」 - 台場巽、SPARC
- 「JESUS砂塵航路」 - アルクベイン、台場巽、SPARC
- 「エレメンツ・ネットワーク」 - アルクベイン、台場巽、SPARC

特別出演
- 「火星のココロ」 - アルクベイン
- 「アクセルレックス」 - アルクベイン
- 「シンソウガクシャ」 - アルクベイン、インスペクター
- 「ひろよん」 - アルクベイン、台場巽、SPARC、インスペクター、上岡流梨子
- 「夕焼けハンバーグ」 - アルクベイン

## 書誌情報
- 原作：たかしげ宙、作画：衣谷遊 『ALCBANE』 講談社〈マガジンZKC〉、全3巻
  1. 2008年7月23日発行（同日発売）ISBN 978-4-06-349372-6
  2. 2008年10月23日発行（同日発売）ISBN 978-4-06-349392-4
  3. 2009年2月27日発行（同日発売）ISBN 978-4-06-349417-4